# Refuge de l'Étang Fourcat
Le refuge de l'Étang Fourcat est un refuge situé sur la commune d'Auzat, au-dessus du cirque de l'étang Fourcat, dans le parc naturel régional des Pyrénées ariégeoises. Dominé à l'est par le pic de l'Aspre (2 744 m), il est situé à 2 445 mètres d'altitude, ce qui en fait le refuge gardé le plus haut d'Ariège.

## Histoire
Le bâtiment d’origine en pierre a été construit durant la Première Guerre mondiale par la Compagnie des produits chimiques d'Alais et de la Camargue qui deviendra Pechiney en 1950, propriétaire depuis 1914 de l'aluminerie d'Auzat en service depuis 1907. Il s'agissait d'héberger les ouvriers travaillant à la construction d’une digue de retenue et d'une galerie vers l'aval pour accroître le volume et la régularité en eau nécessaire à l'usine qui était alors contrainte à un fonctionnement saisonnier. Le barrage d'Izourt en contrebas sera mis en service bien plus tard, en 1940, après une catastrophe climatique qui a provoqué 31 morts l'année précédente.
Cette première cabane a ensuite été utilisée par les randonneurs et bergers jusqu'en 1979, date à laquelle le Club alpin des montagnards ariégeois, affilié à la Fédération française des clubs alpins et de montagne, l’a rénovée et a posté un gardien de refuge.
En 1994, une restructuration complète a été conduite en conservant la voûte en pierre mais en réalisant un agrandissement important en ossature bois.

## Caractéristiques et informations
Le refuge est généralement gardé de début juillet à mi septembre. En hiver, il dispose d'une capacité d’accueil de 16 personnes.

## Accès
On y accède par une variante du sentier de grande randonnée 10 (GR10A) depuis la centrale hydroélectrique de Pradières, en contrebas de l'étang d'Izourt avant de se diriger vers le refuge, ce qui représente 1 265 m de dénivelé positif. Il est également possible d'y accéder depuis Mounicou et le vallon du Picot ou par l'Andorre (station d'Ordino-Arcalis, étangs de Tristaina, port de l'Albeille).

## Ascensions
Le refuge est situé au pied ou à proximité de plusieurs sommets :
- Pic de Tristagne (2 878 m) ;
- Pic de l'Étang-Fourcat (2 859 m) ;
- Pic de l'Aspre (2 744 m) ;
- Pic de Malcaras (2 865 m) ;
- Pic de l'Albeille (2 788 m) ;
- Pic du Port (ou pic de Font Blanca) (2 904 m).

## Traversées
Le refuge constitue une étape sur la Haute randonnée pyrénéenne et est situé sur une variante du GR 10 et du tour transfrontalier du Montcalm.